# Ippodromo Le Mulina
Ippodromo Le Mulina var en travbana i Florens i regionen Toscana i mellersta Italien. Huvudbanans totala längd är 800 meter.

## Om banan
Travbanan Ippodromo Le Mulina ligger 4 km norr om centrala Florens. Anläggningens totala yta är 99 000 kvadratmeter, varav 14 000 kvadratmeter är tillgängliga för allmänheten.
Huvudbanan är 800 meter lång och 19,75 meter bred. På raksträckorna är doseringen 4%, och i kurvorna är doseringen maximalt 9%. Banans underlag består av ett blandning av jord, sand och ballast. Dess sandiga är 3 cm tjock och består av granitsand från Lombardiet. För att lägga nytt banunderlag längs hela banan krävs 200 kubikmeter material. Träningsbanan, som ligger på insidan om huvudbanan är 750 meter lång. På anläggningens stallbacke fanns 263 boxplatser för hästar, samt en veterinärsklinik.
Läktarplatserna rymmer 8 000 åskådare, varav 1 500 sittplatser. Tävlingsbanan var även utrustad med belysning för lopp som körs på kvällstid.